# Алекс Райли
Алекс Ра́йли (англ. Alex Riley); настоящее имя Кевин Роберт Кайли-младший (англ. Kevin Robert Kiley, Jr.); род. 28 апреля 1981 года — американский профессиональный рестлер, получивший известность благодаря своим выступлениям в FCW (Florida Championship Wrestling), NXT и WWE.

## World Wrestling Entertainment

### Florida Championship Wrestling (2007—2010)
В 2007 году Кевин подписал контракт с WWE и он был отправлен на их подготовительную площадку FCW. Дебютировал в FCW состоялся 30 октября 2007 года, под своим настоящим именем Кевин Кили, в матче против Шона Осборна, где Кевин проиграл. Также проводил матчи с Хитом Слейтером и Джастином Гэбриэлом.
В сентябре 2008 года сменил псевдоним на Карсона Оукли (Carson Oakley). В ноябре вместе со Скотти Голдманом (Scotty Goldman) боролись против Ти Джей Уилсона и Дэвида Харта Смита за командное чемпионство FCW, но безуспешно. Позже сменил псевдоним на Алекс Райли и принял гиммик университетского спортсмена.
В июле 2009 года стал претендентом на чемпионский титул FCW в тяжелом весе который в тот момент носил Тайлер Рекс. В августе проиграл в трехстороннем матче в котором помимо него были Тайлер Рекс и Джонни Кёртис. 18 марта 2010 Кевин победил Джастина Гэбриэля и Уэйда Баррета за чемпионский титул FCW в тяжелом весе. 22 июля 2010 проиграл титул Мэйсону Райану в трехстороннем матче, в котором также был Джонни Кёртис. 22 сентября Кевин встретился в матче против Мэйсона Райана за титул FCW в тяжелом весе, но сдался после болевого от Райана.

### NXT, RAW, партнерство и вражда с Мизом (2010—2011)
1 июня 2010 года Миз анонсировал, что будет наставником Райли во втором сезоне NXT. Кевин дебютировал на NXT 8 июня, но не соревновался в матче. Дебют на ринге NXT состоялся в матче против Кавала, в котором Кевин выиграл. Райли выбыл из NXT в финале 31 августа. 6 сентября он появился на RAW где пытался помочь своему ментору Мизу, который был заперт в LeBell Lock Дэниэлом Брайаном, после того как Миз был освобожден, Кевин сам попал в LeBell Lock от Брайана.
23 мая 2011 года Миз уволил его, обвинив виновным в его поражении на WWE Over The Limit. За это Райли избил своего бывшего учителя. 6 июня выступил в команде с Джоном Синой против Миза и R-Truth'а. В котором сначала выиграл, но потом пришёл e-mail от генерального менеджера в котором было сказано что судья превысил свои полномочия и победа отдана была Мизу и R-Truth’у. На празднике «Capitol Punishment», который прошёл 19 июня, Алекс Райли победил своего бывшего наставника Миза. 4 июля Райли снова победил Миза, но после боя подвергся его нападению со спины. На PPV Money In The Bank 2011 Райли был заявлен как участник лестничного матча для звезд Raw, но не смог одержать победу.
Проиграл в 1/4 финала турнира за вакантный титул чемпиона WWE Мизу.

### Сольные выступления (2011—2016)
На Night of Champions сражался за титул Чемпиона США против Джона Моррисона, Джэка Сваггера и Дольфа Зигглера. Победу одержал последний. На RAW за 26 сентября участвовал в батл рояле 10 человек за интерконтинентальное чемпионство, его выкинул Шеймус. На Royal Rumble 2012 вышел под номером 2 против Миза, который перебросил его через верхний канат всего через минуту и 15 секунд. На следующий день проиграл Хиту Слейтеру. Это стало началом полосы неудач Райли. За весь 2012 год Алекс лишь раз победил, да и то при помощи Криса Джерико. На одном из Суперстарс победил Дрю МакИнтаера, а затем Брея Уайатта на хаус шоу. Позже редко появлялся на RAW. С недавних пор стал работать комментатором. 6 мая 2016 года был уволен из WWE.

## Личная жизнь
Отец Райли был спортивным комментатором на канале ESPN, а мать бывшей Мисс Вирджиния. У него есть младший брат. Кайли учился в средней школе Робинсона в Фэрфакс, Вирджиния, где он играл в футбол и баскетбол. Затем он отправился в Бостонский колледж, где он специализировался в области связи. Он выступал за университетскую футбольную команду «Бостон колледж Игл» сначала в качестве защитника, а в сезоне 2001 года стал полузащитником
Кайли был арестован в городе Тампа, штат Флорида 17 ноября 2010 года, в 1:14 утра по обвинению в управлении автомобилем в нетрезвом состоянии, после отказа пройти тестирование. Он был освобожден в 9:33 утра за 500 долларов. В июне 2011 года, обвинения были сняты.

## В рестлинге
- Завершающий приёмы
  - Hit the Showers (FCW)[2] / You’re Dismissed (ты уволен!) (WWE) (TKO)[3]
  - Impaler DDT
- Любимые приёмы
  - Belly To Back Suplex
  - Belly To Back Side Slam
  - Forward DDT
  - Corner Reverse Elbow
  - STO
  - Stun Gun
  - Spinebuster
  - Различные вариации киков
    - Baseball Slide Kick
    - Heel Kick
    - Dropkick

  - Различные вариации клоузлайна
    - Corner
    - Running
    - Diving

  - Различные вариации некбрейкера
    - Blockbuster
    - Corkscrew
    - Hangman’s
    - Hip Toss
- Музыка на выходе рестлера
  - "I Came to Play от Downstait — использовалась как часть выхода вместе с Мизом (2010—2011)
  - «Turntables of Destruction» от Bryan New (2011)
  - «Say It To My Face» от Downstait (2011—2016)

## Титулы и достижения
- Florida Championship Wrestling
  - Чемпион в тяжелом весе (1 раз)[4]
- Pro Wrestling Illustrated
  - PWI ставит его под № 106 в списке 500 лучших рестлеров 2011 года[5]